# Simay Barlas
Simay Barlas (Estambul, 7 de mayo de 1999) es una actriz turca.

## Biografía
Nacida en 1997 en Estambul (Turquía), Simay Barlas después de completar su educación primaria y secundaria, decidió inscribirse en el departamento de cine y televisión de la Universidad Bilgi de Estambul, donde obtuvo su licenciatura al finalizar. En 2014, hizo su primera aparición en la pantalla chica con el papel de Öykü en la serie Paramparça. De 2016 a 2017, consiguió el papel de Gözde Sarıyaz en la serie Hayat Bazen Tatlıdır, seguido en 2017 por el de Naz Yalınay en la serie Adı Efsane.
En 2019, hizo su debut cinematográfico con el papel de Damla en la película Dijital Esaret dirigida por Emre Kavuk. En 2019 y 2020, fue elegida para interpretar el papel de Damla Karaçay en la serie Zalim İstanbul, seguida en 2020 por el papel de Yağmur en la serie Bir Annenin Günahı. En 2021 y 2022, consiguió el papel principal de Efnan en la serie Aziz, seguida en 2023 por el papel de Süreyya Kutlu en la serie Ömer. En diciembre del mismo año, ganó el premio Rising Star en los 50th Pantene Golden Butterfly Awards. En 2023 y 2024, interpretó el papel de Rüya Arkan en la serie Yabani. En 2024, se unió al elenco de la serie Sen Ağlama İstanbul, interpretando el papel de Şehrazat.

## Filmografía

### Cine
| Año  | Título         | Personaje | Director   |
| ---- | -------------- | --------- | ---------- |
| 2019 | Dijital Esaret | Damla     | Emre Kavuk |

### Televisión
| Año       | Título               | Personaje     | Cadeña  | Notas        |
| --------- | -------------------- | ------------- | ------- | ------------ |
| 2014      | Paramparça           | Öykü          | Star TV | 6 episodios  |
| 2016-2017 | Hayat Bazen Tatlıdır | Gözde Sarıyaz | Star TV | 26 episodios |
| 2017      | Adı Efsane           | Naz Yalınay   | Kanal D | 9 episodios  |
| 2019-2020 | Zalim İstanbul       | Damla Karaçay | Kanal D | 39 episodios |
| 2020      | Bir Annenin Günahı   | Yağmur        | Kanal D | 5 episodios  |
| 2021-2022 | Aziz                 | Efnan         | Show TV | 28 episodios |
| 2023      | Ömer                 | Süreyya Kutlu | Star TV | 18 episodios |
| 2023-2024 | Yabani               | Rüya Arkan    | Now     | 38 episodios |
| 2024-2025 | Sen Ağlama İstanbul  | Şehrazat      | Star TV | 8 episodios  |

## Premios y reconocimientos
| Año  | Premio                | Categoría           | Trabajo | Resultado |
| ---- | --------------------- | ------------------- | ------- | --------- |
| 2023 | Premios Altın Kelebek | Estrella en ascenso | Yabani  | Ganadora  |